# Протопресвитер
Протопресви́тер (др.-греч. πρωτοπρεσβύτερος, от πρωτος — «первый» и πρεσβύτερος первоначально — «старейшина, глава общины») — высшее пресвитерское звание священнослужителя «белого духовенства» Русской православной церкви и некоторых иных поместных церквей. Не является отдельной степенью священства, но есть высшее иерейское звание в «белом духовенстве», подобно тому как архимандрит есть высшее пресвитерское звание в «чёрном духовенстве». Награждение саном протопресвитера производится «в исключительных случаях, за особые церковные заслуги, по инициативе и решению Святейшего Патриарха Московского и всея Руси». Сан, кроме того, имел ряд лиц «белого духовенства» в Русской зарубежной церкви в XX веке.
В современном Чиновнике архиерейского священнослужения имеется чин возведения в протопресвитера. Этот же чин используется в поставлении всех протоиереев.

## В Российской империи
12 июня 1890 года Высочайше утверждено Положение об управлении церквами и духовенством военного и морского ведомств. Учреждалось звание протопресвитера военного и морского духовенства, в ведении которого находились все церкви полков, крепостей, военных госпиталей и учебных заведений, за исключением Сибири, где дальность расстояний делала неизбежным их подчинение епархиальным архиереям. При протопресвитере учреждалось духовное правление, которое играло ту же роль, что духовная консистория при епархиальном архиерее. Таким образом, протопресвитер был во многих отношениях уравнен в правах и функциях с последними. Однако его ведомство, в отличие от епархий, не имело постоянной и обозримой территории, а представители военного и морского духовенства были поставляемы в сан ближайшими епископами, поскольку протопресвитер, не будучи архиереем, не имел права совершать хиротонию, он лишь избирал кандидатов. Также епархиальные архиереи имели право надзора за военным и морским духовенством, служившим в пределах их епархий, осуществляли церковный суд над военными священниками.
Второй съезд военного духовенства в июле 1917 года постановил преобразовать Духовное Правление в Протопресвитерский совет из 10 человек, ввести выборность всех должностных лиц от благочинного до протопресвитера и заменить в войсках монашествующее духовенство белым. На заседании 9 июля 1917 года тайным голосованием Протопресвитеру Георгию Шавельскому было выражено единогласное доверие и он избран на занимаемый им пост пожизненно. В феврале 1918 институт военного духовенства был упразднён.
Всего с 1890 года в России было 4 должности протопресвитера. Протопресвитер Большой церкви Зимнего дворца — домового храма главной резиденции императорской семьи — заведовал придворным духовенством, был настоятелем Благовещенского собора и обычно состоял духовником императора и его супруги. На должность назначался Высочайшей властью, указом Святейшему Синоду. На богослужениях в присутствии Высочайших Особ занимал первое место после архиереев. При нём состояла особая канцелярия, которая заведовала делопроизводством по назначениям на места, принимала метрические и другие книги от придворных священников, заведовала богадельней для вдов придворного духовенства и т. д. Последним протопресвитером придворного духовенства был Александр Дёрнов — с февраля 1915 († 13 октября 1923).
Титул протопресвитера имели также настоятели Успенского и Архангельского соборов в Москве.
Военный и придворный протопресвитеры входили в число членов Святейшего Синода.

## Военное духовенство Российской империи
12 июня 1890 года Высочайше утверждено «Положение об управлении церквами и духовенством военного и морского ведомств». Учреждалось звание протопресвитера военного и морского духовенства, в ведении которого находились все церкви полков, крепостей, военных госпиталей и учебных заведений.
- Желобовский, Александр Алексеевич — первый протопресвитер военного и морского духовенства русской армии
- Аквилонов, Евгений Петрович — в 1910 сменил Желобовского А. А.
- Шавельский, Георгий Иванович (1871—1951) — в 1911 сменил Аквилонова Е. П.

Шавельский Г. И. «Воспоминания последнего протопресвитера Русской армии и флота».

Круг деятельности протопресвитера военного и морского духовенства ограничивался только армией и флотом, не простираясь на придворные сферы. Хотя и Государь и все великие князья носили военную форму, числились в полках, многие из великих князей стояли во главе воинских частей или воинских учреждений и все, таким образом, были прежде всего военными, но входили они в паству протопресвитера придворного духовенства, духовные их нужды обслуживались придворным духовенством. В частности, царская семья имела своего духовника, каким обыкновенно бывал сам придворный протопресвитер, а богослужения для неё совершались в церкви дворца, где она жила, духовенством собора Зимнего Дворца, при почти постоянном предстоятельстве придворного протопресвитера.

7 июня 2022 года Священный Синод постановил возродить существовавшую до 1918 года должность протопресвитера военного и морского духовенства, на которую назначен председатель Синодального отдела по взаимодействию с Вооруженными силами и правоохранительными органами на срок исполнения им обязанностей главы этого отдела.
- Овчаров, Олег Андреевич — протопресвитер военного и морского духовенства Русской Православной Церкви с 2022 года (в сан протопресвитера не возводился, оставаясь иереем)

## В современном Московском патриархате
Порядок совершения церковного обряда поставления во протопресвитера находится в Чиновнике архиерейского священнослужения. В современной Русской православной церкви известны следующие протопресвитеры:
- Александр Дёрнов (1857—1923), протопресвитер придворного духовенства;
- Александр Хотовицкий (1872—1937), священномученик (документально факт возведения в этот сан не подтверждён);
- Феодосий Павловский (1866—1947)[8]
- Гавриил Костельник (1886—1948)
- Николай Колчицкий (1890—1961)[9];
- Иоанн Соболев (1883—1976);
- Михаил Помазанский (1888—1988, РПЦЗ);
- Александр Киселёв (1909—2001, РПЦЗ→ПЦА);
- Фериз Берки (1917—2006);
- Василий Осташевский (1912—2007, УПЦ);
- Виталий Боровой (1916—2008);
- Константин Тивецкий (1925—2012, РПЦЗ);
- Матфей Стаднюк (1925—2020);
- Валерий Лукьянов (1927—2018, РПЦЗ);
- Анатолий Ракович (род. 1937, Архиепископия западноевропейских приходов русской традиции);
- Владимир Диваков (род. 1937);
- Иоанн Гейт (род. 1945, Архиепископия западноевропейских приходов русской традиции);
- Александр Лебедев (род. 1950, РПЦЗ).

## Протопресвитеры Православной церкви в Америке
В автокефальной Православной церкви в Америке сан протопресвитера присуждается ректорам Свято-Владимирской духовной семинарии, а также канцлеру (англ. Chancellor), то есть главе центрального финансового и административного аппарата этой Поместной церкви.
- Пётр Коханик
- Иулиан (Юлиан) Ольховский[10]
- Александр Шмеман
- Иоанн Мейендорф
- Роберт Кондратик
- Фома Хопко
- Леонид Кишковский

## Протопресвитеры в других православных церквах
В Элладской православной церкви также имеется этот сан; в частности, протопресвитером там является руководитель Центра патристических изданий в Афинах Иоанн Диотис.
В Болгарской православной церкви протопресвитер Ангел Ангелов, является протосингелом Софийской митрополии.
Сан протопресвитера есть также в Украинской грекокатолической церкви.